# Pleurogenoides solus
Espèce
Synonymes
- Pleurogenes solus Johnston, 1912 (protonyme)

Pleurogenoides solus est une espèce de trématodes de la famille des Pleurogenidae.

## Hôtes
Cette espèce parasite la grenouille Dryopsophus aureus[réf. nécessaire],, ainsi que l'odonate Xanthocnemis zelandica.